# Temporada 1996-97 de los Houston Rockets
La temporada 1996-97 fue la vigesimosexta de los Houston Rockets en su localización de Texas, y la trigésima en la NBA, tras haber jugado las cuatro primeras en San Diego (California). La temporada regular acabó con 48 victorias y 34 derrotas, ocupando el tercer puesto de la conferencia Oeste, clasificándose para los playoffs, en los que cayeron en las finales de conferencia ante los Utah Jazz.

## Elecciones en elDraft
| Ronda | Puesto | Jugador            | Posición  | Nacionalidad   | Universidad/Club |
| ----- | ------ | ------------------ | --------- | -------------- | ---------------- |
| 2     | 30     | Othella Harrington | Ala-Pívot | Estados Unidos | Georgetown       |
| 2     | 42     | Randy Livingston   | Escolta   | Estados Unidos | Louisiana State  |
| 2     | 50     | Terrell Bell       | Pívot     | Estados Unidos | Georgia          |

## Temporada regular
| División Medio Oeste     | División Medio Oeste | División Medio Oeste | División Medio Oeste | División Medio Oeste | División Medio Oeste | División Medio Oeste | División Medio Oeste | División Medio Oeste |
| Equipo                   | G                    | P                    | %                    | PD                   | Casa                 | Fuera                | Div                  |                      |
| ------------------------ | -------------------- | -------------------- | -------------------- | -------------------- | -------------------- | -------------------- | -------------------- | -------------------- |
| y-Utah Jazz              | 64                   | 18                   | .780                 | –                    | 38–3                 | 26–15                | 19–5                 |                      |
| x-Houston Rockets        | 57                   | 25                   | .695                 | 7                    | 30–11                | 27–14                | 19–5                 |                      |
| x-Minnesota Timberwolves | 40                   | 42                   | .488                 | 24                   | 25–16                | 15–26                | 16–8                 |                      |
| Dallas Mavericks         | 24                   | 58                   | .293                 | 40                   | 14–27                | 10–31                | 9–15                 |                      |
| Denver Nuggets           | 21                   | 61                   | .256                 | 43                   | 12–29                | 9–32                 | 7–17                 |                      |
| San Antonio Spurs        | 20                   | 62                   | .244                 | 44                   | 12–29                | 8–33                 | 8–16                 |                      |
| Vancouver Grizzlies      | 14                   | 68                   | .171                 | 50                   | 8–33                 | 6–35                 | 6–18                 |                      |

## Playoffs

### Primera ronda
Houston Rockets  vs. Minnesota Timberwolves
| Fecha       | Partido                                         | Ciudad      |
| ----------- | ----------------------------------------------- | ----------- |
| 24 de abril | Houston Rockets 112, Minnesota Timberwolves 95  | Houston     |
| 26 de abril | Houston Rockets 96, Minnesota Timberwolves 84   | Houston     |
| 29 de abril | Minnesota Timberwolves 120, Houston Rockets 125 | Minneapolis |
|             | Houston Rockets gana las series 3-0             |             |

### Semifinales de Conferencia
Houston Rockets vs. Seattle SuperSonics 
| Fecha      | Partido                                      | Ciudad  |
| ---------- | -------------------------------------------- | ------- |
| 5 de mayo  | Houston Rockets 112, Seattle SuperSonics 102 | Houston |
| 7 de mayo  | Houston Rockets 101, Seattle SuperSonics 106 | Houston |
| 9 de mayo  | Seattle SuperSonics 93, Houston Rockets 97   | Seattle |
| 11 de mayo | Seattle SuperSonics 106, Houston Rockets 110 | Seattle |
| 13 de mayo | Houston Rockets 94, Seattle SuperSonics 100  | Houston |
| 15 de mayo | Seattle SuperSonics 99, Houston Rockets 96   | Seattle |
| 13 de mayo | Houston Rockets 96, Seattle SuperSonics 91   | Houston |
|            | Houston Rockets gana las series 4-3          |         |

### Finales de Conferencia
Utah Jazz vs. Houston Rockets 
| Fecha      | Partido                            | Ciudad         |
| ---------- | ---------------------------------- | -------------- |
| 19 de mayo | Utah Jazz 101, Houston Rockets 86  | Salt Lake City |
| 21 de mayo | Utah Jazz 104, Houston Rockets 92  | Salt Lake City |
| 23 de mayo | Houston Rockets 118, Utah Jazz 100 | Houston        |
| 25 de mayo | Houston Rockets 95, Utah Jazz 92   | Houston        |
| 27 de mayo | Utah Jazz 96, Houston Rockets 91   | Salt Lake City |
| 29 de mayo | Houston Rockets 100, Utah Jazz 103 | Houston        |
|            | Utah Jazz gana las series 4-2      |                |

## Estadísticas

### Temporada regular
| Rk | Jugador            | Edad | Pos. | P  | PT | MP   | TC  | TCI  | %TC  | T3  | T3I | %T3  | TL  | TLI | %TL   | RO  | RD  | RT   | AS  | RB  | TAP | BP  | FP  | PTS  |
| -- | ------------------ | ---- | ---- | -- | -- | ---- | --- | ---- | ---- | --- | --- | ---- | --- | --- | ----- | --- | --- | ---- | --- | --- | --- | --- | --- | ---- |
| 1  | Charles Barkley    | 33   | PF   | 53 | 53 | 37.9 | 6.3 | 13.1 | .484 | 1.1 | 3.9 | .283 | 5.4 | 7.8 | .694  | 4.0 | 9.5 | 13.5 | 4.7 | 1.3 | 0.5 | 2.8 | 2.9 | 19.2 |
| 2  | Clyde Drexler      | 34   | SG   | 62 | 62 | 36.6 | 6.4 | 14.5 | .442 | 1.9 | 5.4 | .355 | 3.2 | 4.3 | .750  | 1.9 | 4.1 | 6.0  | 5.7 | 1.9 | 0.6 | 2.5 | 2.4 | 18.0 |
| 3  | Hakeem Olajuwon    | 34   | C    | 78 | 78 | 36.6 | 9.3 | 18.3 | .510 | 0.1 | 0.2 | .313 | 4.5 | 5.7 | .787  | 2.2 | 7.0 | 9.2  | 3.0 | 1.5 | 2.2 | 3.6 | 3.2 | 23.2 |
| 4  | Mario Elie         | 33   | SF   | 78 | 77 | 34.4 | 3.7 | 7.5  | .497 | 1.5 | 3.7 | .420 | 2.7 | 3.0 | .896  | 0.8 | 2.2 | 3.0  | 4.0 | 1.2 | 0.2 | 1.7 | 2.6 | 11.7 |
| 5  | Matt Maloney       | 25   | PG   | 82 | 82 | 29.1 | 3.3 | 7.5  | .441 | 1.9 | 4.6 | .404 | 0.9 | 1.1 | .763  | 0.2 | 1.7 | 2.0  | 3.7 | 1.0 | 0.0 | 1.5 | 1.5 | 9.4  |
| 6  | Kevin Willis       | 34   | PF   | 75 | 32 | 26.2 | 4.7 | 9.7  | .481 | 0.0 | 0.2 | .143 | 1.9 | 2.7 | .693  | 1.9 | 5.5 | 7.5  | 0.9 | 0.6 | 0.4 | 1.6 | 2.9 | 11.2 |
| 7  | Eddie Johnson      | 37   | SF   | 24 | 2  | 25.3 | 4.2 | 9.4  | .447 | 1.7 | 4.3 | .388 | 1.5 | 1.7 | .854  | 1.0 | 3.1 | 4.1  | 1.5 | 0.4 | 0.0 | 1.3 | 2.0 | 11.5 |
| 8  | Emanual Davis      | 28   | PG   | 13 | 0  | 17.7 | 1.8 | 4.2  | .444 | 0.9 | 2.1 | .444 | 0.4 | 0.6 | .625  | 0.2 | 1.5 | 1.7  | 2.0 | 0.7 | 0.2 | 1.3 | 1.5 | 5.0  |
| 9  | Sam Mack           | 26   | SF   | 52 | 10 | 17.4 | 2.0 | 5.0  | .401 | 0.9 | 2.7 | .331 | 0.7 | 0.8 | .833  | 0.4 | 1.7 | 2.0  | 1.1 | 0.6 | 0.1 | 0.8 | 1.3 | 5.6  |
| 10 | Sedale Threatt     | 35   | SG   | 21 | 0  | 15.9 | 1.3 | 3.5  | .378 | 0.4 | 1.0 | .400 | 0.3 | 0.4 | .750  | 0.2 | 0.9 | 1.1  | 1.9 | 0.7 | 0.1 | 0.6 | 1.4 | 3.3  |
| 11 | Brent Price        | 28   | PG   | 25 | 0  | 15.6 | 1.8 | 4.2  | .419 | 0.7 | 2.1 | .321 | 0.8 | 0.8 | 1.000 | 0.4 | 0.8 | 1.2  | 2.6 | 0.7 | 0.0 | 1.3 | 1.4 | 5.0  |
| 12 | Randy Livingston   | 21   | PG   | 64 | 0  | 15.3 | 1.6 | 3.6  | .437 | 0.1 | 0.3 | .409 | 0.7 | 1.0 | .646  | 0.5 | 1.0 | 1.5  | 2.4 | 0.6 | 0.2 | 1.6 | 1.7 | 3.9  |
| 13 | Othella Harrington | 23   | PF   | 57 | 1  | 15.1 | 2.0 | 3.6  | .549 | 0.0 | 0.1 | .000 | 0.9 | 1.4 | .605  | 1.3 | 2.2 | 3.5  | 0.3 | 0.2 | 0.4 | 1.0 | 2.0 | 4.8  |
| 14 | Matt Bullard       | 29   | PF   | 71 | 12 | 14.4 | 1.6 | 4.0  | .401 | 0.9 | 2.6 | .366 | 0.4 | 0.5 | .735  | 0.2 | 1.5 | 1.6  | 0.9 | 0.3 | 0.3 | 0.5 | 1.0 | 4.5  |
| 15 | Tracy Moore        | 31   | SG   | 27 | 1  | 8.8  | 1.2 | 3.1  | .388 | 0.4 | 1.6 | .256 | 0.8 | 1.1 | .710  | 0.4 | 0.6 | 1.0  | 0.7 | 0.2 | 0.0 | 0.5 | 0.7 | 3.7  |
| 16 | Charles Jones      | 39   | PF   | 12 | 0  | 7.8  | 0.2 | 0.4  | .400 | 0.0 | 0.0 |      | 0.0 | 0.0 |       | 0.4 | 0.7 | 1.1  | 0.3 | 0.2 | 0.3 | 0.0 | 0.7 | 0.3  |
| 17 | Joe Stephens       | 24   | PF   | 2  | 0  | 4.5  | 0.5 | 2.5  | .200 | 0.5 | 1.5 | .333 | 0.0 | 0.0 |       | 1.0 | 0.5 | 1.5  | 0.0 | 1.5 | 0.0 | 1.5 | 1.5 | 1.5  |
| 18 | Elmer Bennett      | 26   | PG   | 4  | 0  | 4.0  | 0.5 | 1.5  | .333 | 0.3 | 0.8 | .333 | 1.3 | 1.5 | .833  | 0.0 | 0.3 | 0.3  | 1.0 | 0.5 | 0.0 | 0.0 | 0.3 | 2.5  |

### Playoffs
| Rk | Jugador            | Edad | Pos. | P  | PT | MP   | TC  | TCI  | %TC   | T3  | T3I | %T3   | TL  | TLI | %TL  | RO  | RD  | RT   | AS  | RB  | TAP | BP  | FP  | PTS  |
| -- | ------------------ | ---- | ---- | -- | -- | ---- | --- | ---- | ----- | --- | --- | ----- | --- | --- | ---- | --- | --- | ---- | --- | --- | --- | --- | --- | ---- |
| 1  | Hakeem Olajuwon    | 34   | C    | 16 | 16 | 39.3 | 9.2 | 15.6 | .590  | 0.0 | 0.2 | .000  | 4.8 | 6.5 | .731 | 2.9 | 8.0 | 10.9 | 3.4 | 2.1 | 2.6 | 2.9 | 3.8 | 23.1 |
| 2  | Clyde Drexler      | 34   | SG   | 16 | 16 | 38.9 | 6.6 | 15.1 | .436  | 2.4 | 6.4 | .373  | 2.6 | 3.4 | .778 | 1.6 | 4.0 | 5.6  | 4.8 | 1.6 | 0.4 | 2.3 | 3.3 | 18.1 |
| 3  | Charles Barkley    | 33   | PF   | 16 | 16 | 37.8 | 5.4 | 12.4 | .434  | 0.7 | 2.4 | .289  | 6.4 | 8.4 | .769 | 4.0 | 8.0 | 12.0 | 3.4 | 1.2 | 0.4 | 2.7 | 3.3 | 17.9 |
| 4  | Mario Elie         | 33   | SF   | 16 | 16 | 37.4 | 3.4 | 7.3  | .466  | 1.5 | 3.8 | .400  | 3.3 | 3.9 | .839 | 1.2 | 2.3 | 3.5  | 3.8 | 0.9 | 0.3 | 1.9 | 3.3 | 11.5 |
| 5  | Matt Maloney       | 25   | PG   | 16 | 16 | 32.9 | 3.8 | 9.6  | .399  | 2.7 | 6.8 | .398  | 0.9 | 1.3 | .667 | 0.1 | 1.1 | 1.2  | 3.1 | 0.6 | 0.2 | 2.4 | 1.9 | 11.2 |
| 6  | Kevin Willis       | 34   | PF   | 16 | 0  | 18.4 | 2.4 | 5.9  | .400  | 0.0 | 0.1 | .000  | 1.6 | 2.4 | .684 | 1.4 | 3.3 | 4.7  | 0.7 | 0.6 | 0.3 | 1.4 | 2.9 | 6.4  |
| 7  | Eddie Johnson      | 37   | SF   | 16 | 0  | 17.8 | 3.0 | 7.3  | .410  | 0.9 | 2.9 | .298  | 1.4 | 1.5 | .958 | 0.9 | 1.3 | 2.3  | 0.6 | 0.3 | 0.0 | 0.4 | 1.1 | 8.3  |
| 8  | Sedale Threatt     | 35   | SG   | 16 | 0  | 16.6 | 1.4 | 3.5  | .393  | 0.6 | 1.9 | .300  | 0.4 | 0.5 | .750 | 0.1 | 0.9 | 1.1  | 3.0 | 0.4 | 0.3 | 0.8 | 2.2 | 3.7  |
| 9  | Randy Livingston   | 21   | PG   | 2  | 0  | 7.5  | 0.5 | 2.0  | .250  | 0.5 | 0.5 | 1.000 | 0.0 | 0.0 |      | 0.0 | 0.0 | 0.0  | 2.0 | 0.5 | 0.0 | 0.5 | 0.5 | 1.5  |
| 10 | Matt Bullard       | 29   | PF   | 2  | 0  | 3.5  | 1.0 | 1.0  | 1.000 | 1.0 | 1.0 | 1.000 | 0.0 | 0.0 |      | 0.5 | 0.5 | 1.0  | 0.0 | 0.0 | 0.0 | 0.0 | 0.5 | 3.0  |
| 11 | Othella Harrington | 23   | PF   | 7  | 0  | 2.1  | 0.1 | 0.3  | .500  | 0.0 | 0.0 |       | 1.0 | 1.4 | .700 | 0.1 | 0.4 | 0.6  | 0.0 | 0.0 | 0.0 | 0.3 | 0.1 | 1.3  |
| 12 | Charles Jones      | 39   | PF   | 1  | 0  | 2.0  | 0.0 | 0.0  |       | 0.0 | 0.0 |       | 0.0 | 0.0 |      | 0.0 | 0.0 | 0.0  | 1.0 | 0.0 | 0.0 | 0.0 | 0.0 | 0.0  |

## Galardones y récords
| Jugador         | Galardón                                                                 |
| Hakeem Olajuwon | Mejor quinteto de la NBA 2.º Mejor quinteto defensivo de la NBA All-Star |
| Matt Maloney    | 2.º Mejor quinteto de rookies de la NBA                                  |